# بطولة الأمم الخمس 1929
بطولة الأمم الخمس 1929 (بالإنجليزية: 1929 Five Nations Championship)‏ هو الموسم 42 من بطولة الأمم الخمس. كان عدد الأندية المشاركة فيه 5، وفاز فيه منتخب إسكتلندا الوطني لاتحاد الرغبي.